# نبونبتی
نبونبتی (انگلیسی: Nebunebty) یک ملکه همسر در مصر باستان بود که در دوران حکمرانی دودمان پنجم در پادشاهی کهن مصر زندگی می‌کرد.

## زندگی
نِبونِبتی به‌ندرت در منابع باستانی ذکر شده، و جزئیات مربوط به دوران سلطنت یا زندگی او بسیار نامشخص است.
پیشنهاد شده که او در دوران دودمان پنجم یا دودمان ششم زندگی می‌کرده است، با این حال مصرشناس فرانسوی میشل بو معتقد است که بر پایهٔ تاریخ‌گذاری بناهایی که پیرامون آرامگاه او قرار دارند، این بازهٔ زمانی را می‌توان به نیمهٔ نخست دودمان پنجم محدود کرد.
مصرشناس اتریشی ویلفرید زایپل در قالب نظریه‌ای کلی‌تر دربارهٔ ازدواج‌های سلطنتی در دودمان پنجم پیشنهاد داده که نبونبتی ممکن است همسر فرعون شپسس‌کارع بوده باشد.
با این حال، بو روش‌شناسی زایپل را مورد انتقاد قرار می‌دهد و یادآور می‌شود که فرعون‌ها ممکن بود هم‌زمان چندین همسر داشته باشند. او به‌جای آن، بازه‌ای گسترده‌تر را پیشنهاد می‌دهد که شامل دوران سلطنت نفریرکارع کاکای، نفرفرع، شپسس‌کارع و نیوسررع می‌شود.
از طرفی، نظریه و بررسی بو مورد انتقاد ویوین گی کالندر قرار گرفته است.
کالندر بر این باور است که ویژگی‌های خاص عنوان‌های سلطنتی ثبت‌شده در مصطبهٔ نبونبتی، احتمالاً او را به زنانی مرتبط می‌کند که در دوران سلطنت جدکارع زندگی می‌کرده‌اند. او فرضیه‌ای مطرح می‌کند مبنی بر این‌که نبونبتی ممکن است همسر منکاوحور کایو بوده باشد، و در صورت زنده‌ماندن پس از مرگ او، احتمالاً در دوران سلطنت جانشینش، جدکارع، به خاک سپرده شده است.